# Николай (Соловей)
Архиепи́скоп Никола́й (в миру Никола́й Григо́рьевич Солове́й; (4 декабря 1877, Кобелякский уезд, Полтавская губерния — 7 июня 1953, Монтевидео, Уругвай) — авантюрист, деятель обновленчества, архиепископ всея Южныя Америки, позднее в составе Украинской православной церкви в диаспоре.

## Биография

### Ранние годы
Сведений о прошлом Николая Соловья дошло немного. Согласно данным историка обновленчества протоиерея Валерия Лавринова, родился в Кобелякском уезде Полтавской губернии. В качестве места его рождения указывается село Пригорован, однако никаких данных о таком населённом пункте нет; по-видимому это искажение названия села Пригаровка Кобелякского уезда.
По данным протоиерея Валерия Лавринова он родился в православной семье казачьего происхождения. Его отец, Григорий Яковлевич, служил провизором, а мать, Параскева Ивановна, была домохозяйкой. Окончил медицинский факультет одного из императорских университетов со степенью провизора.
Уже после революции рассказывал о себе, что он был статским советником, весьма состоятельным человеком, принимавшим участие в благотворительных учреждениях Императрицы Марии Фёдоровны. В то же время широко циркулировали слухи, что фамилия его на самом деле не Соловей, а Соловейчик, что в прошлом он был аптекарем, затем красным комиссаром, направленным на «церковную работу».

### Обновленческая деятельность в Москве
Примкнув к начавшемуся в мае 1922 года обновленческому расколу, 1 июня 1922 года архиепископом Антонином (Грановским) был рукоположён в сан диакона, а на следующий день — в сан священника.
В ходе раскола в «Живой церкви» примкнул к СОДАЦ.
25 сентября 1922 года овдовел. Принял монашество. В ноябре того же года был возведён в сан игумена, а затем архимандрита.
17 декабря 1922 года в храме Гребневской Божией Матери на Лубянке в Москве хиротонисан во епископа Кашинского, викария Тверской обновленческой епархии. Хиротонию совершили епископы Макарий (Павлов) и Александр (Мигулин). По данный Краснова-Левитина и Шаврова: «новый епископ предназначается для поездок за границу. Рукоположён он был во епископа Кашинского, то есть с самого начала стал епископом без кафедры, так как в Кашине не было ни одного храма, который бы принимал обновленцев».
В марте 1923 года принял участие в съезде СОДАЦ. В апреле-мае 1923 года был участником «Второго Всероссийского Поместного Собора» (первого обновленческого). По воспоминаниям Михаила Губонина, являлся «комической и плюгавой „архипастырской“ фигуркой, которую — как диковину — можно было наблюдать иногда за богослужениями в храме Христа Спасителя, где она „священнодействовала“ в волочащихся по полу саккосах (фигурка была малюсенького росточка), с головой, утонувшей в золотой митре, из-под которой загадочно поблескивали на его бритой еврейской физиономии старомодное пенсне с зажимами и без оправы».
6 августа 1923 года обратился в Наркомат юстиции РСФСР с ходатайством о предоставлении обновленческому духовенству особых льгот, но получил отказ. По воспоминаниям протодиакона Николая Орфёнова: «Пригласили меня служить на престольный праздник на Семёновское кладбище в Москве. Встречаю с сонмом духовенства архиерея. Это был епископ Николай Соловей. Он мне приказывает Патриарха Тихона не поминать, а поминать ВЦУ. Разве не знаешь, говорит, ведь у нас снова Синод, как при Царе?».
В сентябре 1923 года назначен епископом Верейским, викарием Московской обновленческой епархии. Антонину (Грановскому), который организовал Союз церковного возрождения, потребовалось рукоположить ещё одного епископа, но по канонам епископскую хиротонию могут совершить минимум два епископа. Начались поиски второго архиерея. Единственным архиереем, который согласился участвовать в хиротонии, оказался Николай Соловей. Это был сильнейший компромисс с совестью для Антонина: Николай Соловей был в своё время рукоположён вопреки воле Антонина. Антонин ещё в начале 1923 года не признавал его епископом и даже выгнал его однажды из алтаря. Правда, теперь Николай Соловей был вдов (жена у него умерла за два месяца перед этим). Нравственные качества Соловья не могли, разумеется, внушать уважения Антонину. Тем не менее, скрепя сердце, Антонин пригласил этого глубоко антипатичного ему человека. 19 октября 1923 года была назначена хиротония постриженного накануне в рясофор священника Василия Лебедева. Николай Соловей во время литургии неожиданно заболел. Это была какая-то очень странная «болезнь», потому что (как указывается в акте) Николай Соловей почувствовал себя дурно после Малого входа, то есть тогда, когда до хиротонии оставалось всего лишь пять минут — пение тропаря и Трисвятое.
В ноябре 1923 года обновленческое Московское епархиальное управление обращало внимание на «неблагоприятные толки», распространяющиеся по г. Москве («и даже в общественных местах»), «лично об архиепископе Крутицком Александре Введенском, преосвященном Верейском Николае Соловье и протоиерее Павле Красотине». В связи с этим Московское епархиальное управление постановило просить означенных лиц «принятием соответствующих мер к своей личной реабилитации облегчить положение, между прочим, и Московского Епархиального Управления». Обновленческий Синод своим указом за № 2598 от 6 ноября 1923 года освободил Соловья от управления Верейским викариатством с запрещением в священнослужении. Но уже в январе 1924 года Соловей был возведён в сан архиепископа.

### Отъезд и деятельность в Европе
Был завербован ОГПУ для работы заграницей. 29 апреля 1924 года Всероссийским обновленческим Синодом назначен архиепископом Сан-Францисским и Калифорнийским. В мае 1924 года, по рекомендации митрополита Евдокима, было решено послать в Южную Америку епископа Николая (Соловья), которому усваивался титул «всея Южныя Америки». Об этом Левитин и Шавров писали: «Тучков смотрел на поездку Соловья, как на интересный эксперимент: епископ-агитатор за дружбу с Советским Союзом — это было новое, оригинальное и пикантное кушанье. В то же время командировка Николая Соловья означала политический экзамен обновленцам. <…> Как-то заговорит он там и будет ли проклинать капитализм, живя под властью капитала». Как писал Михаил Губонин «летом 1924 года, когда разведка донесла о наличии некоторых перспектив для обновленчества в Южной Америке, Николай (Соловей) немедленно же снаряжается в Уругвай. <…> Отправка Соловья была оформлена предельно быстрыми темпами; не успел никто глазом моргнуть, как он оказался уже за пределами нашей родины». «С отъездом его в широких церковных кругах Москвы всякие сведения о нём прекратились, и как эта его деятельность развернулась дальше, было — пока — покрыто мраком неизвестности».
Оказавшись по выезде из советской России в Риге, Николай Соловей обратился в посольство США с просьбой о предоставлении ему визы. Однако посольство не было склонно допустить его въезд в США. Тогда Николай Соловей поднял шумную кампанию в газетах по разоблачению притеснений Церкви в Советском Союзе, а также раскрытию «истинного лица» обновленческой иерархии. О том, что причиной развёрнутой им кампании явилось стремление рассеять возникшее к нему недоверие в посольстве Соединённых Штатов, Николай Соловей сам проговорился в беседе с английскими и американскими журналистами, отвечая на вопрос, почему все эти разоблачительные интервью появились лишь некоторое время спустя после прибытия его в Ригу. Правда, при этом он, оправдываясь, утверждал, что намеревался выступить с подобными же разоблачениями сразу же по прибытии в Америку, опасаясь их делать в приграничном с советской Россией государстве. Как бы то ни было, но развёрнутая Николаем Соловьём газетная кампания особых плодов не принесла. Сведения, им сообщённые, не были особой новостью в эмигрантской прессе и ничего сенсационного в себе не содержали. Виза в Соединённые Штаты так и не была ему выдана, не проявил к нему доверия и архиепископ Иоанн (Поммер).
Уже в 1933 году латвийской прессе вновь имя Николая Соловья всплывает, когда левая латышская газета «Socialdemokrats», процитировав его письмо, обвинила архиепископа Иоанна в присвоении церковного имущества Североамериканского митрополита Платона (Рождественского) стоимостью в 30 миллионов долларов. Сведения эти, безусловно, были также лживы. Присвоить имущество Североамериканской епархии, безвыездно находясь в Латвии, архиепископ Иоанн физически не мог. Кроме того, имущество американской епархии не было столь велико и по оценкам Иоанна Кедровского равнялось примерно 3 миллионам долларов.
Летом 1924 года в Москву пришли неутешительные для «обновленцев» и их покровителей из ГПУ сведения о «черносотенных выступлениях» Николая Соловья. Вопрос об уходе митрополита Евдокима был предрешён. По свидетельству Краснова-Левитина, после провала авантюры с Соловьём митрополит Евдоким, вызванный к Тучкову, пропал на несколько дней. Он вернулся домой в ужасном состоянии, всё лицо у него было в синяках.
Потерпев неудачу в Риге, Николай Соловей отправился в Берлин, посетил Париж, где имел встречу с обновленческим протоиереем Николаем Соколовским. Затем поехал в Монтевидео, в Уругвай, куда прибыл 5 сентября 1924 года.

### Деятельность в Южной Америке как обновленческого архиерея
Живя в Монтевидео, предпринял попытку войти в юрисдикцию РПЦЗ в сущем сане, но и здесь потерпел неудачу: 22 октября 1924 года Архиерейский Собор РПЦЗ, заслушав его прощение о «принятии его в церковное общение с сохранением его иерархических прав», постановил: «Так как живоцерковный „Епископ“ Николай Соловей хиротонию воспринял от живоцерковников, принять его в церковное общение как мирянина по чину покаяния».
Тогда Николай Соловей открыл в Монтевидео свой собственный «Священный Синод Российской Греко-Кафолической Православной Церкви», уведомив Карловацкий Синод, что делает это с согласия 48 епископов-тихоновцев. Совершенно определённо, это было очередною ложью.
Согласно списку, переданному Тучкову «обновленческим» Синодом 5 апреля 1925 года, в Североамериканской епархии пребывало 5 архиереев-«обновленцев»: архиепископ Иоанн Кедровский, епископ Сан-Францизский Николай Соловей, епископ Питсбургский Стефан (Дзюбай) (перешедший скоро в католичество), епископ Филадельфийский Адам (Филипповский) и епископ Бруклинский Евфимий (Офейш).
Затем он вновь пытался войти в общение с обновленческой церковью в России, послав на имя обновленческого собора 1925 года, а также Михаилу Калинину покаянное письмо, в котором среди прочего писал:

Моё преступление перед Святейшим Синодом заключается в следующем: 12 мая 1924 года, за четыре дня до моего отъезда за границу, я имел двухчасовое совещание с Патриархом Тихоном и с Петром Крутицким. Патриарх Тихон дал мне собственноручно написанное им письмо следующего содержания: 1) что я принят и возведён в сан архиепископа, 2) что Святая Церковь не может благословить великого князя Николая Николаевича, раз есть законный и прямой наследник престола — великий князь Кирилл. Распоряжение это он сделал на первом листе моего «чиновника», который был подклеен к переплёту и заклеен двумя другими листами. Листы эти были для этой цели вплетены в «чиновник» как с передней, так и с задней стороны…

Все эти сведения, определённо, были чистым вымыслом. Встреча Николая Соловья с Патриархом едва ли вообще могла состояться; но даже если так, что крайне сомнительно, чтобы Патриарх дал бы какие-нибудь поручения обновленческому епископу, признав его незаконную хиротонию. Кроме того, сам Николай Соловей, давая в Риге интервью журналистам, отрицал какие-либо свои связи с Патриархом перед отъездом из России. В политических условиях 1925 года иначе как провокацию это письмо расценить невозможно. Письмо способствовало усилению репрессий в отношении Патриаршей Церкви, в частности, аресту митрополита Петра (Полянского).
Как писал Иван Окунцов: «Епископ Николай Соловей, появившийся в Аргентине, начал пропагандировать „Живоцерковную Церковь“ и митрополита Ивана с целью занять кафедру в Канаде. Николай то защищал Кедровского, то доказывал, что он — простой мирянин и его священнодействие безблагодатно». Как бы то ни было, за всё время пребывания в Южной Америке не смог организовать ни одной обновленческой общины. Совершал богослужения в единственной домовой церкви, находившейся в его ведении.

### Последние годы

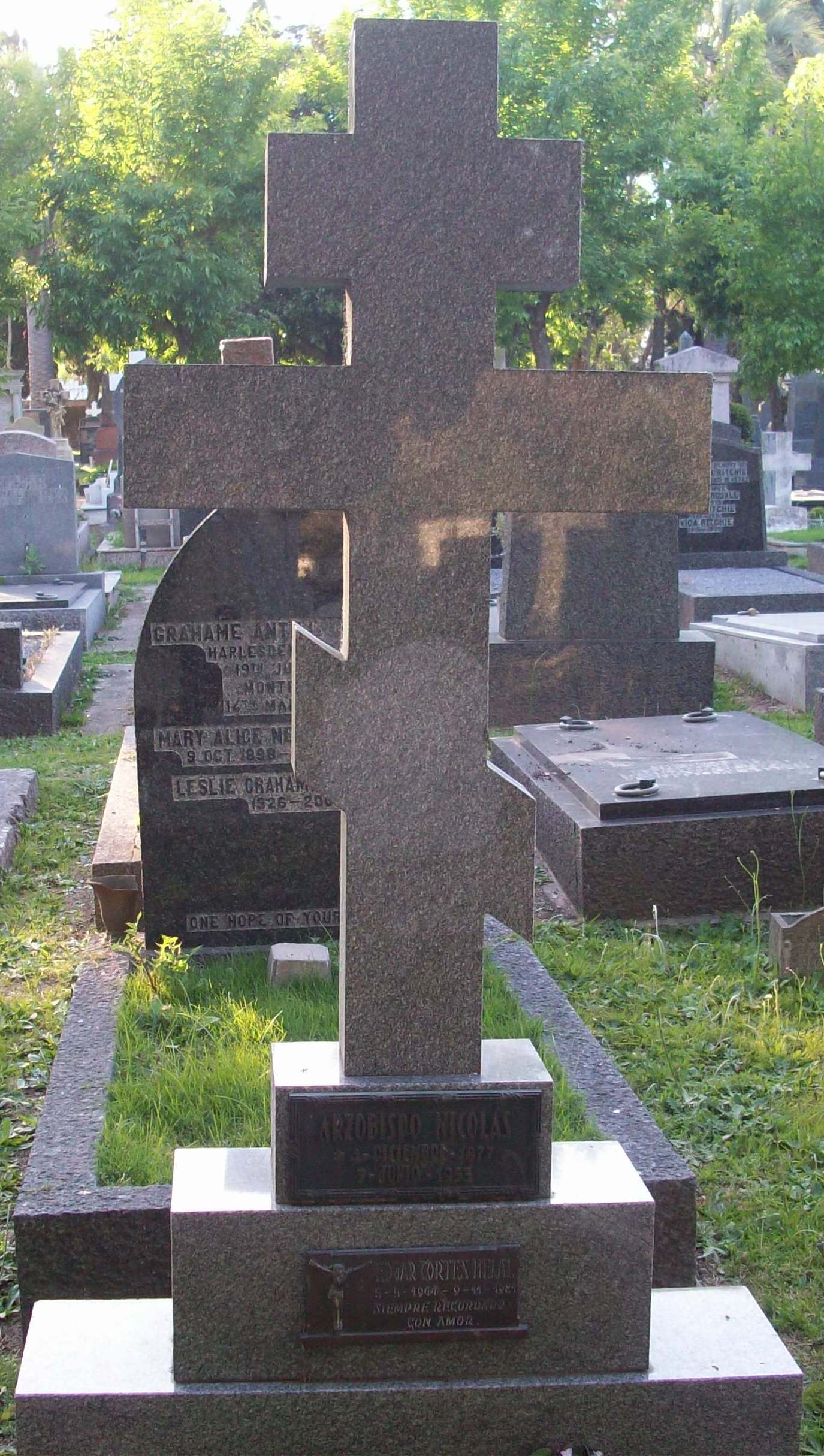
Могила Николая Соловья в Монтевидео

Впоследствии Николай Соловей делал попытки перейти в состав Католической Церкви. 27 января 1929 года католический епископ Мишель Д’Эрбиньи в своём письме в Россию к епископу Пию Невё сообщал, что Соловей «несколько раз за последние два года выражал желание поехать в Рим, чтобы, как говорит он сам, представить какие-то бумаги Патриарха Тихона и исповедать католическую веру. Но поскольку он уехал из СССР по паспорту, полученному стараниями обновленцев, это внушает опасения. Сейчас он работает в Монтевидео…». 18 февраля 1929 года епископ Неве, навёдший в Москве справки, писал в своём ответе: «Сведенья о Соловье не очень благоприятные. По профессии он фармацевт, был довольно близок к Тихону. Несмотря на это ещё при жизни патриарха он нашёл способ рукоположиться во епископа у небезызвестного Антонина [Грановского], который скончался два года назад. Соловей не получил никакого богословского образования; он решил уехать из России и обратился к помощи обновленцев. Визу ему дали по просьбе Евдокима. Едва перебравшись через советскую границу, он стал писать многочисленные письма, в которых говорил, что единственным главой Православной Церкви был патриарх Тихон. Говорят, что тогда Тучков вызвал Евдокима в ГПУ и отвесил ему пощёчину: „Кого вы нам рекомендовали!“ Но в тех же самых письмах Соловей говорил, что Тихон поддерживал великого князя Кирилла как законного наследника Николая II. Он писал и Председателю ВЦИК Калинину. Кто это, — провокатор или честный человек, искренне изменивший свои взгляды?». Был принят в католичество. На протяжении длительного времени окормлял католическую общину восточного обряда, повенчал 492 пары.
28 июня 1947 года направил прошение патриарху Алексию о принятии в юрисдикцию Московской Патриархии и назначении митрополитом всей Южной Америки. Ответа не последовало. 15 сентября 1947 года направил в Московскую Патриархию телеграмму с напоминанием о себе. 29 октября 1947 года Священный синод Русской православной церкви на своём заседании, рассмотрев прошение, постановил выяснить подробности служебной деятельности и личной жизни. Согласно рапорту епископа Аргентинского Феодора (Текучёва) характеризовался очень умным, с большой энергией и волей, коммерческими способностями, но самовластным и эгоцентристом, в силу возраста отошедшим от церковной деятельности. 3 ноября 1947 года указом патриарха Алексия I прошение о чиноприёме было отклонено.
5 сентября 1948 года объявил о создании Южно-Американской епархии Союза общин древле-апостольской церкви.
В декабре 1951 года он обратился к митрополиту Поликарпу (Сикорскому), предстоятелю Украинской православной церкви в диаспоре, с прошением о приятии в данную юрисдикцию. Его прошение было удовлетворено, и 15 января 1952 года он был назначен архиепископом Южно-Американским и занялся организацией консистории для новосозданной епархии.
Скончался 7 июня 1953 года в Монтевидео. Похоронен на Британском кладбище в Монтевидео.